# Teozófiai Társulat
Az 1875-ben alakult Teozófiai Társulat vagy Társaság volt az első olyan szervezet az újkorban, amely napvilágra hozta és széles körben ismertté tette a Nyugat és a Kelet korábban ezoterikus (rejtett, titkos) tanításait. Tevékenysége folytán hozzáférhetővé vált a nagy nyilvánosság számára is a keleti filozófia csakúgy, mint az ősi nyugati misztérium-hagyomány, beleértve a kabbalát, az alkímiát és a gnoszticizmust.
A Teozófiai Társulat lényegi alapelve az EGYség (→ teozófia), amelynek felismerése az ember altruista, önzetlen életviteléhez vezet.
Ehhez segít hozzá a tudomány, a filozófia és a vallás szintézise, a látszólagos ellentétek magasabb egységben való feloldása, és a világegyetemet (benne az embert) vezérlő feltárt és még feltáratlan törvényszerűségek megismerése.
A Társulat egy olyan civilszervezet, amely mára a világ legtöbb országában megtalálható.
Fő alapítója Helena Petrovna Blavatsky, első elnöke Henry Steel Olcott.

## Szervezeti forma

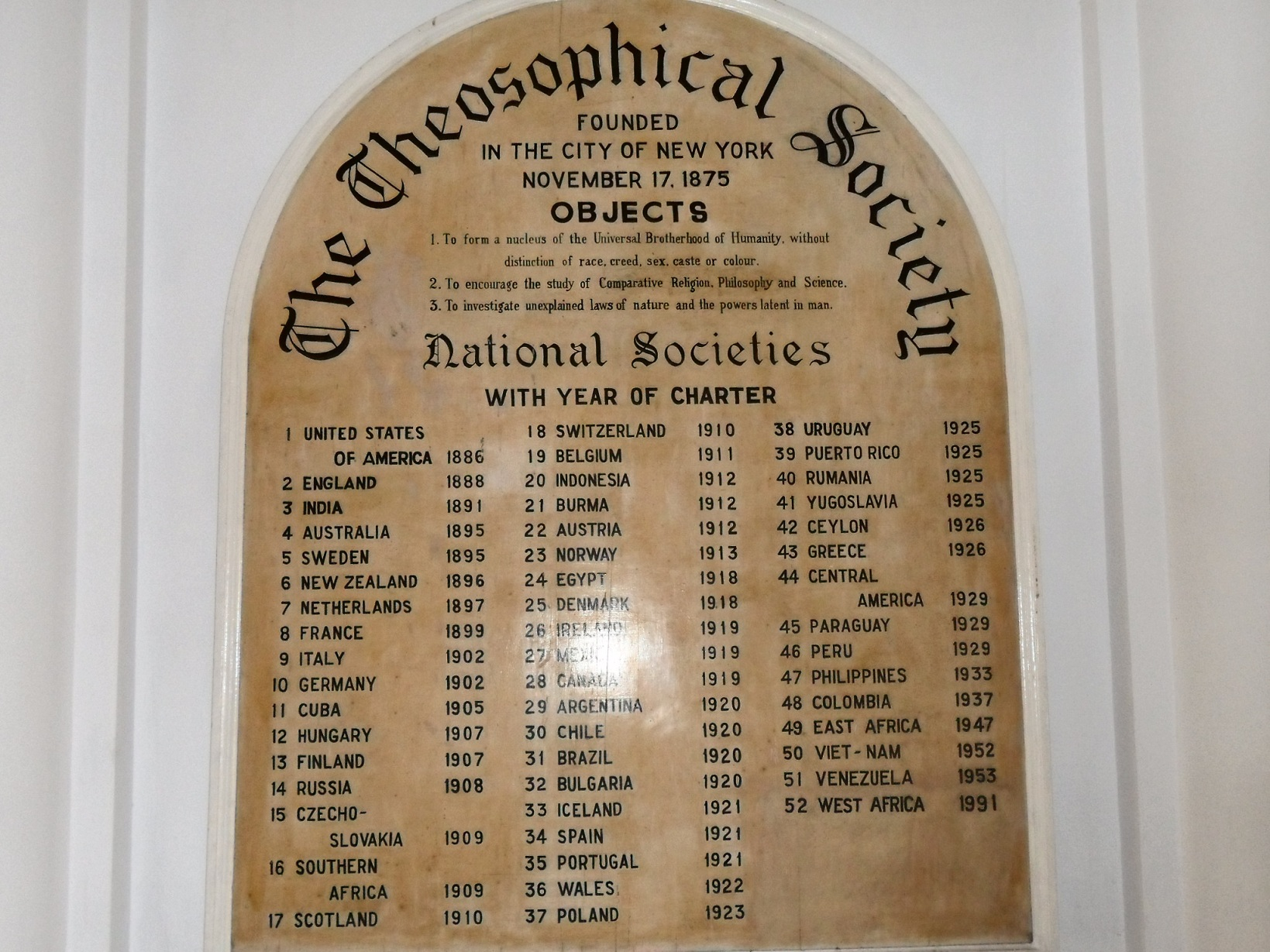
A Teozófiai Társulat emléktáblája a szervezet központjában Csennaiban, Indiában

A Teozófiai Társulat egy több mint 50 országban működő nemzetközi nonprofit civilszervezet, független helyi szervezetekkel (nemzeti társulatok, alosztályok).
A nemzetközi adminisztratív központ Adyar-ban van, amely Csennai (Madrasz) város mellett található Indiában.
Az európai központ Naarden-ben (Hollandia) van.
A társulati tagság egyedüli feltétele a három célkitűzéssel való egyetértés, a Társulatnak semmilyen más kötelezően elfogadandó tana, vagy életviteli előírása nincs, az önálló gondolkodás és kérdésfeltevéses kutatás fontosságát hangsúlyozza, így minden további kérdésre a teljes cselekvési és gondolatszabadság elve vonatkozik.

## Hármas célkitűzés
A Teozófiai Társulat három célja:
- Megalkotni az emberiség egyetemes testvériségének egyik magvát nemzetiségi, vallási, társadalmi osztálybeli, nemi és faji megkülönböztetés nélkül.
- Támogatni a vallások, bölcseletek és tudományok összehasonlító tanulmányozását.
- Kutatni a természet még fel nem ismert törvényeit és az emberben rejlő erőket.

A gondolatszabadság elvét biztosító dokumentum teljes szövegét lásd itt: A gondolat szabadsága.
E célok értelmezése a Teozófiai Társulatban nem pontosan felel meg a szavak szokásosan használt értelmének:
- Az első alapelv azt a feltételezést fejezi ki, egy megváltó, mester, vagy magasabb szintű spirituális lény fog megérkezni és azt a célt, hogy erre az emberiség felkészüljön.[4]
- A második alapelv azt jelenti, hogy a vallások és a vallási filozófiák összehasonlítása alapján a teozófusok közel kerüljenek a dolgok mögött meghúzódó Igazsághoz, valamint a belső elmélyedés révén ezt az igazságot átéljék. A tudományokat a teozófusok mint spirituális tudományt, a tudományos eredményeket pedig mint ennek csak külső megjelenési formáját értelmezik.
- A harmadik alapelv a spiritualizmus és az okkult jelenségeinek vizsgálata.[5]

E célkitűzések a Teozófiai Társulat több mint százéves történelmének eredményeként jöttek létre. A változtatások, különösen az első években, közvetve tükrözik a Teozófiai Társulat korai fejlődését.
Legelső, 1875-ös változatában Teozófiai Társulat célját még így határozták meg: "A tudás megszerzés a legfelsőbb hatalom és más magasabb rendű szellemek természetéről és sajátosságairól pszichikus folyamatok révén". Ez a változat a Teozófia Társulatot az okkult irányzatok között helyezi el, amely annyiban különbözik a többi hasonló szervezettől, hogy világosan elhatárolja magát a dogmatizmustól és jelentős toleranciát mutat a tagok meggyőződése, fajtája és nemzetisége felé.
Az 1878-as változtatáskor megjelent az ezoterikus ismeretek terjesztésének és az egyetemes testvériség intézményének létrehozása.
Az 1879-es újabb változtatás idejére a Teozófiai Társulat eredeti húsz vezetőjéből már csak három személy maradt meg: Olcott, Blavatsky és Judge. Ettől kezdve a célkitűzések többszöri újrafogalmazása a mai változat felé mutatott. Az 1879-es változat már pontokba szedte a társaság céljait.
1. A spiritualitás életben tartása az emberekben
2. A bigottság elutasítása
3. A nemzetek közötti testvériség érzésének támogatása
4. A természet valamennyi törvényének megismerése és ezen ismeretek terjesztése, különösen az okkult ismereteké, amelyeket a modern ember a legkevésbé ismer.
5. A könyvtár létrehozása, az ókori filozófiákról szóló helyes ismeretek írásba foglalása
6. A nem szektáriánus oktatás támogatása
7. A tagok minden irányú fejlődésének elősegítése

A szövegezés egyrészt jóval gyakorlatiasabb, mint a korábbiak, másrészt előrevetíti a Társulat Indiába költözését az tagtoborzás egyesült államokbeli sikertelensége után, mert a negyedik pont világosan mutatja, hogy a teozófusok úgy vélték, hogy a nyugatiak képtelenek voltak elfogadni a misztikus tanításokat és ezért a "titok" megismerését.
1881-ben újabb változtatásra került sor, amely már mutatja a Társulat Indiába költözésének hatását (a negyedik pontban) és a hatékonyabb propaganda szükségességét (harmadik pont). Az első pont világosan állítja, hogy a teozófusok az emberiség elitjét képviselik.
1. Az emberiség egy egyetemes testvérisége magjának létrehozása
2. Az árja irodalom, vallás és tudomány tanulmányozása
3. E tanulmányozás fontosságának állítása és a helytelen információk kijavítása
4. A természet titkos misztériumainak és a rejtett emberi képességek feltárása, amelynek alapja az ember keleti filozófiája.

1886-ban már három pontban foglalta össze a Társulat céljait,  amelyek rögzítik az ázsiai centrum elfogadását, valamint megkülönbözteti az aktív és passzív tagokat, azaz rögzíti az elit létrejöttét a Teozófiai Társulaton belül, amely maga is elitnek tartja magát.
1. Az emberiség egy egyetemes testvérisége magjának létrehozása tekintet nélkül fajra, meggyőződésre és bőrszínre.
2. Az árja és más keleti irodalom, vallás és tudomány tanulmányozása.
3. A tagok egy részének törekvése, hogy kutassák a természet meg nem magyarázott törvényeit és az ember pszichikus képességeit.

Az indiai központ fejlődése arra késztette a Teozófiai Társulatot, hogy a helyi problémákkal is foglalkozzon. Ezért az 1888-as átfogalmazáskor az első pont kiegészült azzal, hogy "fajra, meggyőződésre, nemre, kasztra és bőrszínre" való megkülönböztetés nélkül. A második pont a filozófia tanulmányozását is felsorolja, amivel csökkent a célkitűzések korábbi megfogalmazásainak vallásos színezete. A harmadik pont pedig azzal a magyarázattal bővült ki, hogy az említett tagok Blavatsky irányítása alatt fejtik ki tevékenységüket, ami az 1886-os megfogalmazás intézményesítését jelentette, hiszen a tagok e csoportja volt a magva a későbbi Ezoterikus Szekciónak.
1890-ben a második pontot kiegészítették azzal, hogy a tanulmányozás célja az, hogy az árja és más keleti irodalom, vallás, filozófia és tudomány fontosságát az emberiség számára bemutassák. A harmadik pontba visszakerült a "rejtett" szó a pszichikus képességek elé.
Az 1894-es átíráskor a második pontból kikerült az emberiség szó, amely arra utal, hogy a Társulat feladta a társadalom és az emberiség radikális átalakulásának elképzelését és egy fokozatosabb átmenet célját tűzte ki.
1896-ban az első pont jelentősen változott: Az emberiség egyetemes testvérisége egy magjának létrehozása lett az új változat, míg a második pont immáron a vallás, filozófia és tudomány összehasonlító tanulmányozását határozta meg célként. A harmadik pontból törölték a pszichikus szót. Ezzel a Teozófiai Társulat lényegében a mai változathoz érkezett el, amely lényegesen semlegesebb kifejezésekkel állítja céljait, mint a korábbi változatok és az első pont megváltoztatásával feladja Társulatnak az az állítását, hogy az a jövő egyedüli letéteményese - immáron csak az egyik a sok közül.

## Tevékenység
Magyarországon elsősorban ismeretterjesztő tevékenységéről ismert, hozzáférhetővé teszi a teozófiai irodalmat, könyvkiadással, előadások, beszélgetések szervezésével foglalkozik.
A nemzetközi Teozófiai Társulathoz bizonyos fokig kapcsolódva számos társadalmi és tudományos munkát végző szervezet működik. A Társulat indiai központjának területén található az Adyari Könyvtár és Kutatóközpont, amelynek világviszonylatban is fontos gyűjteménye van a keleti civilizáció, filozófia és vallás területén, és amelyben folyamatos a kutatómunka. A társadalom szegényebb rétegei számára ingyenes iskolákat tartanak fenn, humanitárius és állatjóléti tevékenységet folytatnak.

## Személyiségek
A Társulat kiemelkedő tanítói :
- Helena Petrovna Blavatsky
- Henry Steel Olcott
- Annie Besant
- Charles W. Leadbeater
- Geoffrey Hodson
- Clara Codd
- Ernest Wood
- Nyikolaj Konsztantyinovics Rerih
- Helena Rerih
- Radha Burnier